# Maurits van Dantzig
Maurits (Mau) Michiel van Dantzig (Rotterdam, 4 juni 1903 - Amsterdam, 19 januari 1960) was een Nederlandse kunsttheoreticus, restaurator en kunstschilder. Zijn schilderwerk bestaat uit figuurvoorstellingen, landschappen, portretten en stillevens.

## Opleiding
Na de HBS en de Nederlandsche Handels-Hoogeschool en werkte hij enkele jaren bij de bankiersfirma S. van Dantzig & Co. Zijn belangstelling voor kunst deed hem in 1928 besluiten om een studie aan de  de Kunstacademie in Den Haag te gaan volgen. In 1929 vertrok hij naar de Kunstgewerbeschule in Berlijn met professor Kurt Wehltemet als leermeester. In die stad werkte Van Dantzig tot 1930 op het restauratieatelier van het Kaiser Friedrich-Museum (het latere Bode-Museum). Daarbij werd hij praktisch ondersteund door Helmut Ruhemann. In die tijd trokken de processen rondom kunstvervalsingen zijn aandacht.

## Speuren naar vervalsingen
Na een studiereis door Italië vestigde hij zich in 1932 als kunstenaar in Amsterdam. Tot zijn leerlingen behoorden Jan Broerze en Nettie Bromberg. In Amsterdam en werd hij tot 1941 lid en bestuurslid van de groep De Brug. Bij tentoonstellingen verwonderde hij zich over de subjectiviteit van recensenten. In zijn streven om de kunstbeoordeling te objectiveren schreef hij in 1937 het boek Schilderkunst, maakwerk, vervalsching. In 1938 concludeerde Van Dantzig dat op de Haarlemse Halstentoonstelling slechts 33 werken met zekerheid aan Frans Hals konden worden toegeschreven. Bij zijn speurwerk naar vervalsingen ontdekte hij ook dat het door Museum Boijmans van Beuningen aangekochte schilderij 'De Emmaüsgangers' van Johannes Vermeer een vervalsing was van Han van Meegeren. Toen het Joodse gezin in de Tweede Wereldoorlog was ondergedoken hield Van Dantzig zich enige tijd bezig met de vervalsing van persoonsbewijzen.

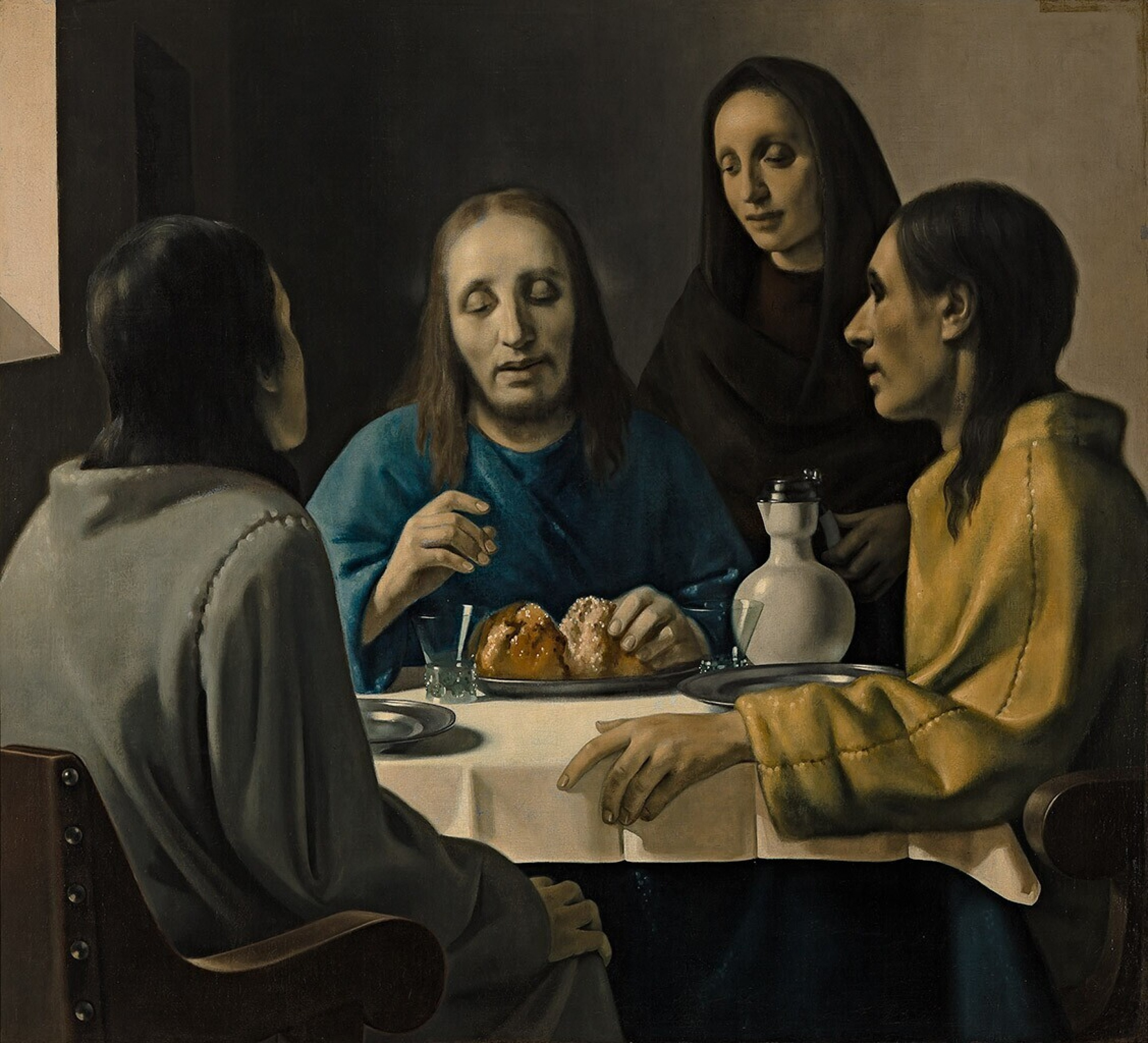
Han van Meegeren: De Emmaüsgangers (1937), vervalsing die voor een Vermeer moest doorgaan.

## Pictologie
Samen met W. Tinbergen richtte hij na de oorlog een 'pictologie'bureau op voor het op echtheid testen van handschriften en tekeningen. Bij het beoordelen van de echtheid van schilderijen ontwikkelde hij een vragenlijst. Zijn toen onomstreden methode om de echtheid van kunst vast te stellen kreeg later meer erkenning. In 1952 werkte hij zijn ideeën over echtheidskenmerken uit voor de tentoonstelling ‘Vals of echt?’ in het Stedelijk Museum Amsterdam. De tentoonstelling was later te zien was in Bazel, Zürich, Düsseldorf en in meerdere plaatsen in de Verenigde Staten. Van Dantzig gaf in die jaren ook lezingen in het buitenland. Bij grote tentoonstellingen besprak hij voor het grote publiek zijn theorieën in het blad Paraat en Het Vrije Volk. 

## Nalatenschap
Mau van Dantzig was de zoon van bankdirecteur Machiel Emmanuel van Dantzig en Adèle Hilsum. Met zijn vrouw Ella van den Bergh kreeg hij twee kinderen. Na zijn dood werd door zijn vrouw en een aantal vrienden de M.M. van Dantzig Foundation opgericht. Doelstelling was om Van Dantzigs ideeën te verbreiden en de bevordering van objectieve kunstbeoordeling. De Stichting publiceerde in 1973 een overzicht van de kern van Van Dantzigs theorieën: Pictology. An analytica lmethod for attribution and evaluation of pictures.